# Чистенська сільська рада
Чисте́нська сільська́ ра́да — адміністративно-територіальна одиниця та орган місцевого самоврядування в Сімферопольському районі Автономної Республіки Крим. Адміністративний центр — село Чистеньке.

## Загальні відомості
- Населення ради: 8 483 особи (станом на 2001 рік)

## Населені пункти
Сільській раді підпорядковані населені пункти:
- с. Чистеньке
- с. Комишинка
- с. Левадки
- с. Новозбур'ївка
- с. Трипрудне
- с. Трудолюбове
- с. Фонтани

## Склад ради
Рада складається з 30 депутатів та голови.
- Голова ради: Кулешов Михайло Павлович
- Секретар ради: Банарь Світлана Петрівна

### Керівний склад попередніх скликань
| Прізвище, ім'я, по батькові | Основні відомості                                                         | Дата обрання | Дата звільнення |
| --------------------------- | ------------------------------------------------------------------------- | ------------ | --------------- |
| Кулєшов Михайло Павлович    | Сільський голова, 1975 року народження, безпартійний                      | 26.03.2006   | 31.10.2010      |
| Кулешов Михайло Павлович    | Сільський голова, 1975 року народження, освіта вища, член Партії регіонів | 31.10.2010   |                 |

Примітка: таблиця складена за даними сайту Верховної Ради України

### Депутати
За результатами місцевих виборів 2010 року депутатами ради стали:

#### За суб'єктами висування
| Суб'єкт висування           | Кількість обраних депутатів | %    |
| --------------------------- | --------------------------- | ---- |
| Партія регіонів             | 18                          | 60   |
| Самовисування               | 11                          | 36,7 |
| Комуністична партія України | 1                           | 3,3  |

#### За округами
| № округу                    | Прізвище, ім'я, по батькові       | Дата визнання обраним | Освіта  | Партійна приналежність                  | Відомості про обраного депутата                                                      |
| --------------------------- | --------------------------------- | --------------------- | ------- | --------------------------------------- | ------------------------------------------------------------------------------------ |
| Комуністична партія України |                                   |                       |         |                                         |                                                                                      |
| 13                          | Баева Наталя Іванівна             | 01.11.2010            | вища    | член Комуністичної партії України       | ПП" Скіфф", менеджер                                                                 |
| Партія регіонів             |                                   |                       |         |                                         |                                                                                      |
| 1                           | Древетняк Світлана Михайлівна     | 01.11.2010            | середня | член Партії регіонів                    | Чистенська сільська рада, головний бухгалтер                                         |
| 2                           | Базалій Єва Владиславівна         | 01.11.2010            | вища    | член Партії регіонів                    | дитячий садок «Орленок», вихователь                                                  |
| 3                           | Тищенко Сергій Андрійович         | 01.11.2010            | вища    | член Партії регіонів                    | КГФЕ «Кримгеофізик», заступник начальника                                            |
| 4                           | Боброва Тетяна Миколаївна         | 01.11.2010            | вища    | член Партії регіонів                    | Чистенський навчально-виховний комплекс «Школа гімназія», вчитель                    |
| 5                           | Тищенко Юлія Сергіївна            | 01.11.2010            | вища    | член Партії регіонів                    | управління соціального захисту населення Сімферопольського р-ну, головний спеціаліст |
| 6                           | Мулік Тамара Іванівна             | 01.11.2010            | середня | член Партії регіонів                    | Чистенська сільська рада, інспектор                                                  |
| 7                           | Колодченко Галина Олександрівна   | 01.11.2010            | вища    | член Партії регіонів                    | ОАО «Радянська Україна», економіст                                                   |
| 9                           | Банар Світлана Петрівна           | 01.11.2010            | вища    | член Партії регіонів                    | Чистенська сільська рада, секретар                                                   |
| 10                          | Артюшкіна Валентина Олександрівна | 01.11.2010            | середня | член Партії регіонів                    | Чистенська сільська рада, спеціаліст                                                 |
| 12                          | Ісаев Андрій Юрійович             | 01.11.2010            | вища    | член Партії регіонів                    | ОАО «Радянська Україна», старший агроном                                             |
| 15                          | Глушакова Світлана Євгенівна      | 01.11.2010            | вища    | член Партії регіонів                    | Чистенська сільська рада, інспектор                                                  |
| 16                          | Молчанов Олег Миколайович         | 01.11.2010            | середня | член Партії регіонів                    | ОАО «Радянська Україна», експедитор                                                  |
| 17                          | Салтикова Надія Миколаївна        | 01.11.2010            | вища    | член Партії регіонів                    | Чистенський навчально-виховний комплекс «Школа гімназія», вчитель                    |
| 18                          | Зайцева Валентина Георгіївна      | 01.11.2010            | середня | член Партії регіонів                    | ОАО «Радянська Україна», начальник відділу кадрів                                    |
| 21                          | Сєрокурова Раїса Василівна        | 01.11.2010            | середня | член Партії регіонів                    | тимчасово не працює                                                                  |
| 23                          | Писаревич Олена Олександрівна     | 01.11.2010            | середня | член Партії регіонів                    | тимчасово не працює                                                                  |
| 24                          | Мерцалов Олександр Вікторович     | 01.11.2010            | середня | член Партії регіонів                    | приватний підприємець                                                                |
| 25                          | Зубачова Людмила Миколаївна       | 01.11.2010            | середня | член Партії регіонів                    | Чистенська сільська рада, секретар-діловод                                           |
| Самовисування               |                                   |                       |         |                                         |                                                                                      |
| 8                           | Ходорєва Надія Василівна          | 01.11.2010            | середня | член Політичної партії «Руська Єдність» | приватний підприємець                                                                |
| 11                          | Петросян Аршак Ашотович           | 01.11.2010            | вища    | позапартійний                           | ПП «Петросян»                                                                        |
| 14                          | Багмут Віталій Олексійович        | 01.11.2010            | вища    | позапартійний                           | КГФЕ"Крим-геофізика", начальник відділу                                              |
| 19                          | Аблаєва Наджиє Бекірівна          | 01.11.2010            | вища    | позапартійна                            | центр дитячої та юнацької творчості, вчитель                                         |
| 20                          | Керимова Наріє                    | 01.11.2010            | вища    | позапартійна                            | Чистенська сільська рада, вчитель                                                    |
| 22                          | Берберова Зарема Сейдаліївна      | 01.11.2010            | середня | позапартійна                            | тимчасово не працює                                                                  |
| 26                          | Кафадар Ремзі Мудессерович        | 01.11.2010            | вища    | позапартійний                           | фірма «Крим хімсервіс», приватний підприємець                                        |
| 27                          | Сохта Енвер Алійович              | 01.11.2010            | вища    | позапартійний                           | приватний підприємець                                                                |
| 28                          | Муратшаева Сайде Абдурахманівна   | 01.11.2010            | вища    | позапартійна                            | тимчасово не працює                                                                  |
| 29                          | Мамутов Сейтабла Сейтумерович     | 01.11.2010            | середня | позапартійний                           | тимчасово не працює                                                                  |
| 30                          | Жеппаров Рідван                   | 01.11.2010            | вища    | позапартійний                           | пенсіонер                                                                            |